# Encentrum kozminskii
Encentrum kozminskii är en hjuldjursart som beskrevs av Wiszniewski 1948. Encentrum kozminskii ingår i släktet Encentrum och familjen Dicranophoridae. Inga underarter finns listade i Catalogue of Life.